# Internationaux de Strasbourg
Internationaux de Strasbourg je profesionální tenisový turnaj žen hraný ve francouzském Štrasburku. Založen byl v roce 1987. Na okruhu WTA Tour se od sezóny 2024 řadí do kategorie WTA 500. Probíhá na otevřených antukových dvorcích Tennis Clubu de Strasbourg. Turnaj se koná v květnovém termínu jako poslední příprava před grandslamovým French Open.
V roce 2008 se vlastníkem turnaje stala Francouzská tenisová federace. Práva na pořádání pak poskytla agentuře Quarterback bývalého alsaského tenisty Denise Naegelena, který se stal ředitelem události.

## Historie
Internationaux de Strasbourg je hrán každoročně od sezóny 1987. Debutový ročník s názvem Grand Prix de Strasbourg 1987 se konal v kategorii 1+ série Virginia Slims World Championship okruhu WTA Tour. Po zrušení systému kategorií Tier v roce 2008 byl turnaj zařazen do kategorie International a v ročníku 2021 do nástupnické WTA 250. Spolu s Linz Open pak byla štrasburská událost v sezóně 2024 povýšena do kategorie WTA 500 jako první ve Francii.

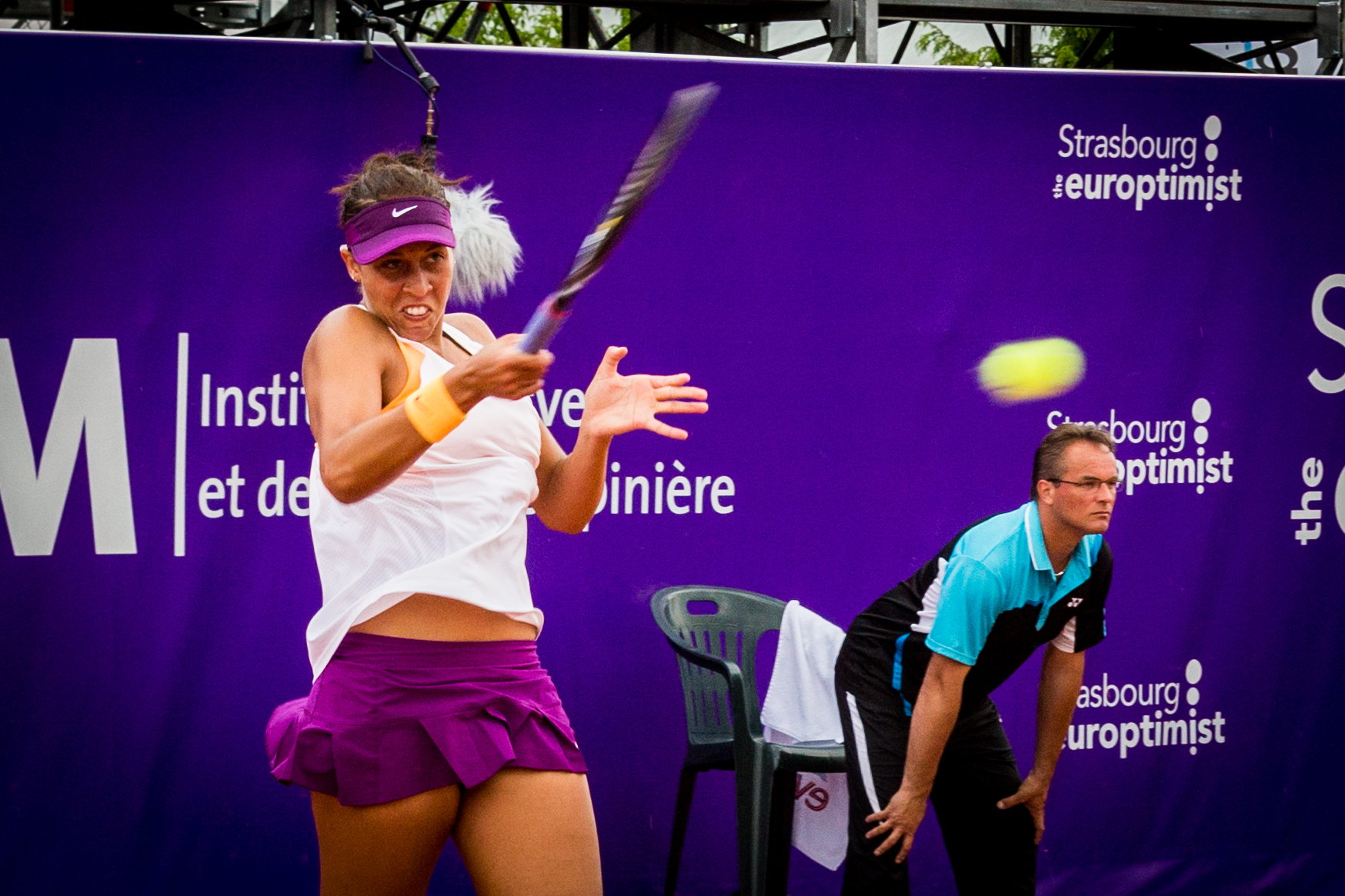
Madison Keysová vyhrála v roce 2024

Počet singlistek byl v roce 2024 snížen z třiceti dvou na dvacet osm. Čtyřhry se účastní šestnáct párů. Nejvyšší počet tří vítězství ve dvouhře zaznamenaly Italka Silvia Farinaová Eliová a španělská hráčka Anabel Medinaová Garriguesová. Mezi singlové šampionky se zařadily také bývalé světové jedničky: Američanky Lindsay Davenportová (1995–1996), Jennifer Capriatiová (1999), Němka Steffi Grafová (1997) a Ruska Maria Šarapovová (2010).
Do roku 2011 se konal ve štrasburské čtvrti Hautepierre, odkud se přestěhoval do městského tenisového klubu. Tennis Club de Strasbourg obsahuje na pozemku šesti hektarů 26 dvorců. Nachází se v blízkosti centra u Evropského parlamentu a Evropského soudu pro lidská práva.
V březnu 1982 proběhl také mužský turnaj Strasbourg Indoor na halovém koberci v rámci okruhu World Championship Tennis (WCT). Dotace činila 300 tisíc dolarů. Vítězem dvouhry se stal Čechoslovák Ivan Lendl a čtyřhru ovládl polsko-australský pár Wojciech Fibak a John Fitzgerald.

## Přehled finále

### Ženská dvouhra
| Rok  | vítězka                        | finalistka                 | výsledek                     |
| ---- | ------------------------------ | -------------------------- | ---------------------------- |
| 1987 | Carling Bassettová             | Sandra Cecchiniová         | 6–3, 6–4                     |
| 1988 | Sandra Cecchiniová             | Judith Wiesnerová          | 6–3, 6–0                     |
| 1989 | Jana Novotná                   | Patricia Tarabiniová       | 6–1, 6–2                     |
| 1990 | Mercedes Pazová                | Ann Grossmanová            | 6–2, 6–3                     |
| 1991 | Radka Zrubáková                | Rachel McQuillanová        | 7–6(7–3), 7–6 (7–3)          |
| 1992 | Judith Wiesnerová              | Naoko Sawamacuová          | 6–1, 6–3                     |
| 1993 | Naoko Sawamacuová              | Judith Wiesnerová          | 4–6, 6–1, 6–3                |
| 1994 | Mary Joe Fernandezová          | Gabriela Sabatini          | 2–6, 6–4, 6–0                |
| 1995 | Lindsay Davenportová           | Kimiko Dateová             | 3–6, 6–1, 6–2                |
| 1996 | Lindsay Davenportová (2)       | Barbara Paulusová          | 6–3, 7–6                     |
| 1997 | Steffi Grafová                 | Mirjana Lučićová           | 6–2, 7–5                     |
| 1998 | Irina Spîrleaová               | Julie Halardová-Decugisová | 7–6(7–5), 6–3                |
| 1999 | Jennifer Capriatiová           | Jelena Lichovcevová        | 6–1, 6–3                     |
| 2000 | Silvija Talajaová              | Rita Kutiová-Kisová        | 7–5, 4–6, 6–3                |
| 2001 | Silvia Farina Eliová           | Anke Huberová              | 7–5, 0–6, 6–4                |
| 2002 | Silvia Farina Eliová (2)       | Jelena Dokićová            | 6–4, 3–6, 6–3                |
| 2003 | Silvia Farina Eliová (3)       | Karolina Špremová          | 6–3, 4–6, 6–4                |
| 2004 | Claudine Schaulová             | Lindsay Davenportová       | 2–6, 6–0, 6–3                |
| 2005 | Anabel Medina Garriguesová     | Marta Domachowská          | 6–4, 6–3                     |
| 2006 | Nicole Vaidišová               | Pcheng Šuaj                | 7–6(9–7), 6–3                |
| 2007 | Anabel Medina Garriguesová (2) | Amélie Mauresmová          | 6–4, 4–6, 6–4                |
| 2008 | Anabel Medina Garriguesová (3) | Katarina Srebotniková      | 4–6, 7–6(7–4), 6–0           |
| 2009 | Aravane Rezaïová               | Lucie Hradecká             | 7–6(7–2), 6–1                |
| 2010 | Maria Šarapovová               | Kristina Barroisová        | 7–5, 6–1                     |
| 2011 | Andrea Petkovicová             | Marion Bartoliová          | 6–4, 1–0skreč                |
| 2012 | Francesca Schiavoneová         | Alizé Cornetová            | 6–4, 6–4                     |
| 2013 | Alizé Cornetová                | Lucie Hradecká             | 7–6(7–4), 6–0                |
| 2014 | Mónica Puigová                 | Sílvia Soler Espinosová    | 6–4, 6–3                     |
| 2015 | Samantha Stosurová             | Kristina Mladenovicová     | 3–6, 6–2, 6–3                |
| 2016 | Caroline Garciaová             | Mirjana Lučić-Baroniová    | 6–4, 6–1                     |
| 2017 | Samantha Stosurová (2)         | Darja Gavrilovová          | 5–7, 6–4, 6–3                |
| 2018 | Anastasija Pavljučenkovová     | Dominika Cibulková         | 6–7(5–7), 7–6(7–3), 7–6(8–6) |
| 2019 | Dajana Jastremská              | Caroline Garciaová         | 6–4, 5–7, 7–6(7–3)           |
| 2020 | Elina Svitolinová              | Jelena Rybakinová          | 6–4, 1–6, 6–2                |
| 2021 | Barbora Krejčíková             | Sorana Cîrsteaová          | 6–3, 6–3                     |
| 2022 | Angelique Kerberová            | Kaja Juvanová              | 7–6(7–5), 6–7(0–7), 7–6(7–5) |
| 2023 | Elina Svitolinová              | Anna Blinkovová            | 6–2, 6–3                     |
| 2024 | Madison Keysová                | Danielle Collinsová        | 6–1, 6–2                     |
| 2025 | Jelena Rybakinová              | Ljudmila Samsonovová       | 6–1, 6–7(2–7), 6–1           |

### Ženská čtyřhra
| Rok  | vítězky                                               | finalistky                                           | výsledek              |
| ---- | ----------------------------------------------------- | ---------------------------------------------------- | --------------------- |
| 1987 | Jana Novotná Catherine Suireová                       | Kathleen Horvathová Marcella Meskerová               | 6–0, 6–2              |
| 1988 | Manon Bollegrafová Nicole Provisová                   | Jenny Byrneová Janine Thompsonová                    | 7–5, 6–7(9–11), 6–3   |
| 1989 | Mercedes Pazová Judith Pölzl Wiesnerová               | Lise Gregoryová Gretchen Rush Magersová              | 6–3, 6–3              |
| 1990 | Nicole Provisová (2) Elna Reinachová                  | Kathy Jordanová Elizabeth Sayers Smylieová           | 6–1, 6–4              |
| 1991 | Lori McNeilová Stephanie Reheová                      | Manon Bollegrafová Mercedes Pazová                   | 6–7(2–7), 6–4, 6–4    |
| 1992 | Patty Fendicková Andrea Strnadová                     | Lori McNeilová Mercedes Pazová                       | 6–3, 6–4              |
| 1993 | Shaun Staffordová Andrea Temesváriová                 | Jill Hetheringtonová Kathy Rinaldiová                | 6–7(5–7), 6–3, 6–4    |
| 1994 | Lori McNeilová (2) Rennae Stubbsová                   | Patricia Tarabiniová Caroline Visová                 | 6–3, 3–6, 6–2         |
| 1995 | Lindsay Davenportová Mary Joe Fernandezová            | Sabine Appelmansová Miriam Oremansová                | 6–2, 6–3              |
| 1996 | Yayuk Basukiová Nicole Provis Bradtkeová (2)          | Marianne Werdel Witmeyerová Tami Whitlinger Jonesová | 5–7, 6–4, 6–4         |
| 1997 | Helena Suková Nataša Zverevová                        | Jelena Lichovcevová Ai Sugijamová                    | 6–1, 6–1              |
| 1998 | Alexandra Fusaiová Nathalie Tauziatová                | Yayuk Basukiová Caroline Visová                      | 6–4, 6–3              |
| 1999 | Jelena Lichovcevová Ai Sugijamová                     | Alexandra Fusaiová Nathalie Tauziatová               | 2–6, 7–6(8–6), 6–1    |
| 2000 | Sonya Jeyaseelanová Florencia Labatová                | Kim Grantová María Ventová                           | 6–4, 6–3              |
| 2001 | Silvia Farina Eliová Iroda Tuljaganovová              | Amanda Coetzerová Lori McNeilová                     | 6–1, 7–6(7–0)         |
| 2002 | Jennifer Hopkinsová Jelena Kostanićová                | Caroline Dheninová Maja Matevžičová                  | 0–6, 6–4, 6–4         |
| 2003 | Sonya Jeyaseelanová (2) Maja Matevžičová              | Laura Granvilleová Jelena Kostanićová                | 6–4, 6–4              |
| 2004 | Lisa McSheová Milagros Sequerová                      | Tina Križanová Katarina Srebotniková                 | 6–4, 6–1              |
| 2005 | Rosa María Andrés Rodríguezová Andreea Ehritt-Vancová | Marta Domachowská Marlene Weingärtnerová             | 6–3, 6–1              |
| 2006 | Liezel Huberová Martina Navrátilová                   | Martina Müllerová Andreea Vancová                    | 6–2, 7–6(7–1)         |
| 2007 | Jen C’ Čeng Ťie                                       | Alicia Moliková Sun Tchien-tchien                    | 6–3, 6–4              |
| 2008 | Taťána Perebijnisová Jen C’ (2)                       | Čan Jung-žan Čuang Ťia-žung                          | 6–4, 6–7(3–7), [10–6] |
| 2009 | Nathalie Dechyová Mara Santangelová                   | Claire Feuersteinová Stéphanie Foretzová             | 6–0, 6–1              |
| 2010 | Alizé Cornetová Vania Kingová                         | Alla Kudrjavcevová Anastasia Rodionovová             | 3–6, 6–4, [10–7]      |
| 2011 | Akgul Amanmuradovová Čuang Ťia-žung                   | Natalie Grandinová Vladimíra Uhlířová                | 6–4, 5–7, [10–2]      |
| 2012 | Olga Govorcovová Klaudia Jans-Ignaciková              | Natalie Grandinová Vladimíra Uhlířová                | 6–7(4–7), 6–3, [10–3] |
| 2013 | Kimiko Date-Krummová Chanelle Scheepersová            | Cara Blacková Marina Erakovicová                     | 6–4, 3–6, [14–12]     |
| 2014 | Ashleigh Bartyová Casey Dellacquová                   | Tatiana Búová Daniela Seguelová                      | 4–6, 7–5, [10–4]      |
| 2015 | Čuang Ťia-žung (2) Liang Čchen                        | Nadija Kičenoková Čeng Saj-saj                       | 4–6, 6–4, [12–10]     |
| 2016 | Anabel Medina Garriguesová Arantxa Parra Santonjaová  | María Irigoyenová Liang Čchen                        | 6–2, 6–0              |
| 2017 | Ashleigh Bartyová (2) Casey Dellacquová (2)           | Čan Chao-čching Latisha Chan                         | 6–4, 6–2              |
| 2018 | Mihaela Buzărnescuová Ioana Raluca Olaruová           | Nadija Kičenoková Anastasia Rodionovová              | 7–5, 7–5              |
| 2019 | Darja Gavrilovová Ellen Perezová                      | Tuan Jing-jing Chan Sin-jün                          | 6–4, 6–3              |
| 2020 | Nicole Melicharová Demi Schuursová                    | Hayley Carterová Luisa Stefaniová                    | 6–4, 6–3              |
| 2021 | Alexa Guarachiová Desirae Krawczyková                 | Makoto Ninomijová Jang Čao-süan                      | 6–2, 6–3              |
| 2022 | Nicole Melichar-Martinezová (2) Darja Savilleová (2)  | Lucie Hradecká Sania Mirzaová                        | 5–7, 7–5, [10–6]      |
| 2023 | Sü I-fan Jang Čao-süan                                | Desirae Krawczyková Giuliana Olmosová                | 6–3, 6–2              |
| 2024 | Cristina Bucșová Monica Niculescuová                  | Asia Muhammadová Aldila Sutjiadiová                  | 3–6, 6–4, [10–6]      |
| 2025 | Tímea Babosová Luisa Stefaniová                       | Kuo Chan-jü Nicole Melichar-Martinezová              | 6–3, 6–7(3–7), [10–7] |

### Mužská dvouhra
| Rok  | vítěz      | finalista   | výsledek      |
| ---- | ---------- | ----------- | ------------- |
| 1982 | Ivan Lendl | Tim Mayotte | 6–0, 7–5, 6–1 |

### Mužská čtyřhra
| Rok  | vítězové                       | finalisté                 | výsledek |
| ---- | ------------------------------ | ------------------------- | -------- |
| 1982 | Wojciech Fibak John Fitzgerald | Sandy Mayer Frew McMillan | 6–4, 6–3 |

## Galerie

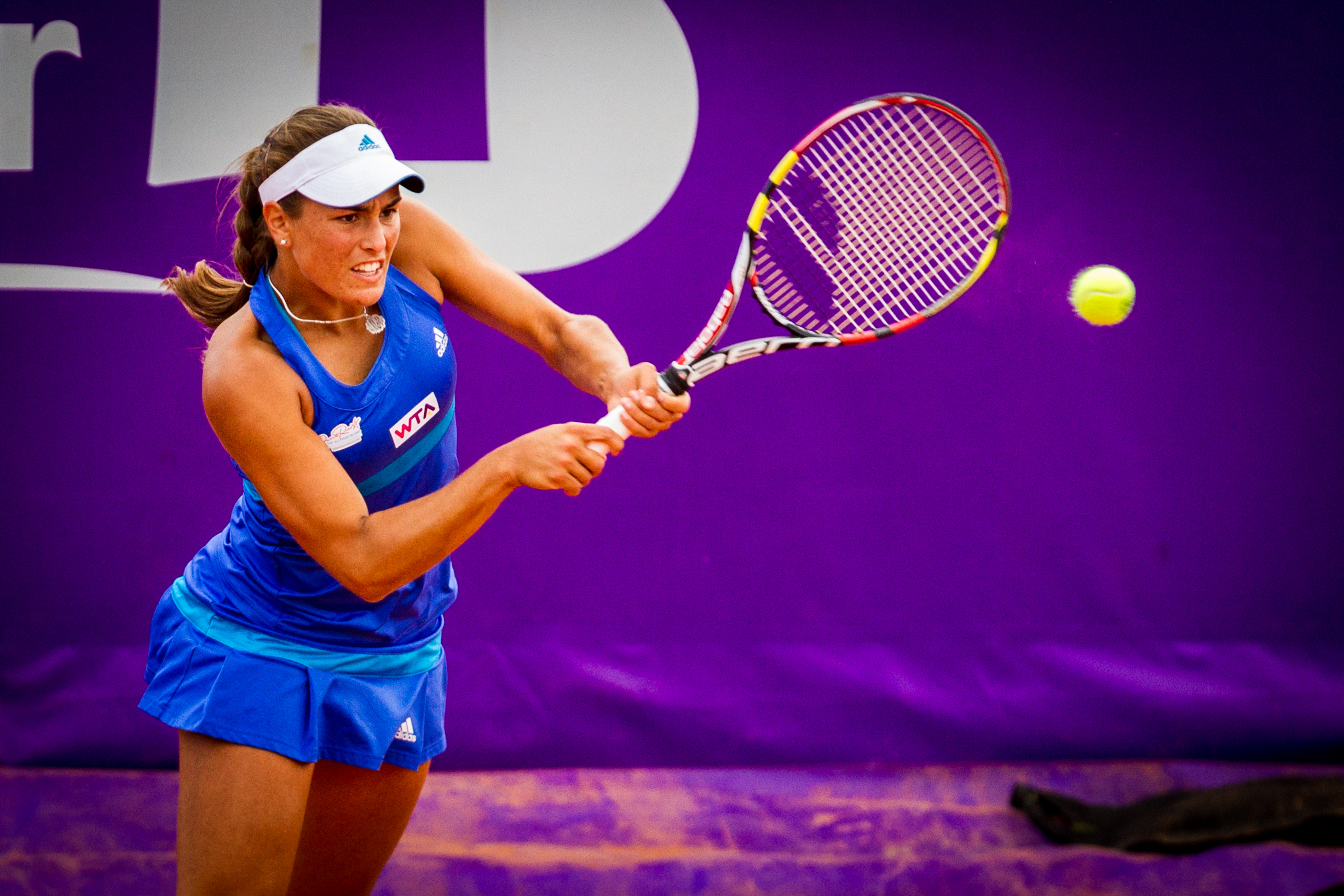
Mónica Puigová
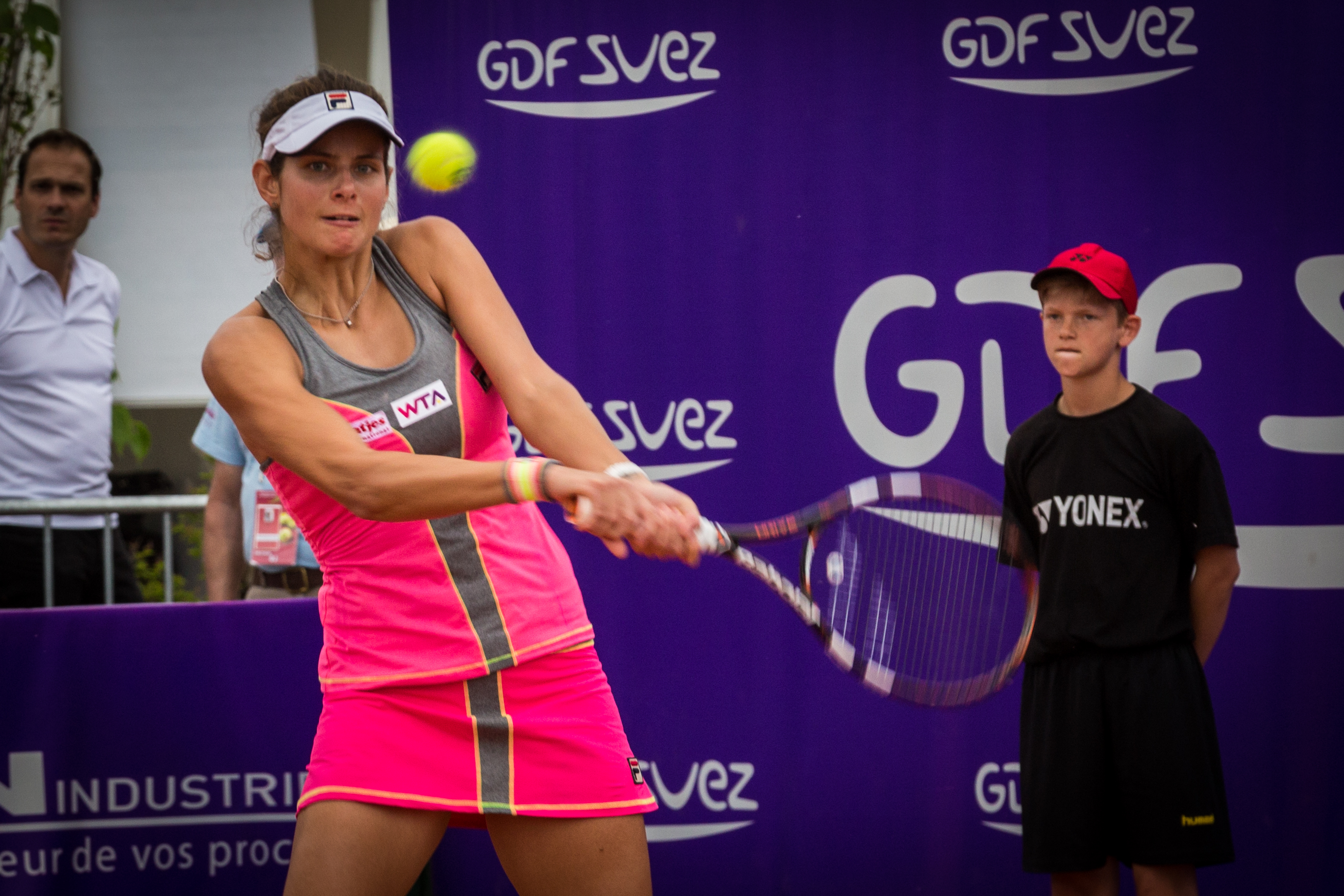
Julia Görgesová
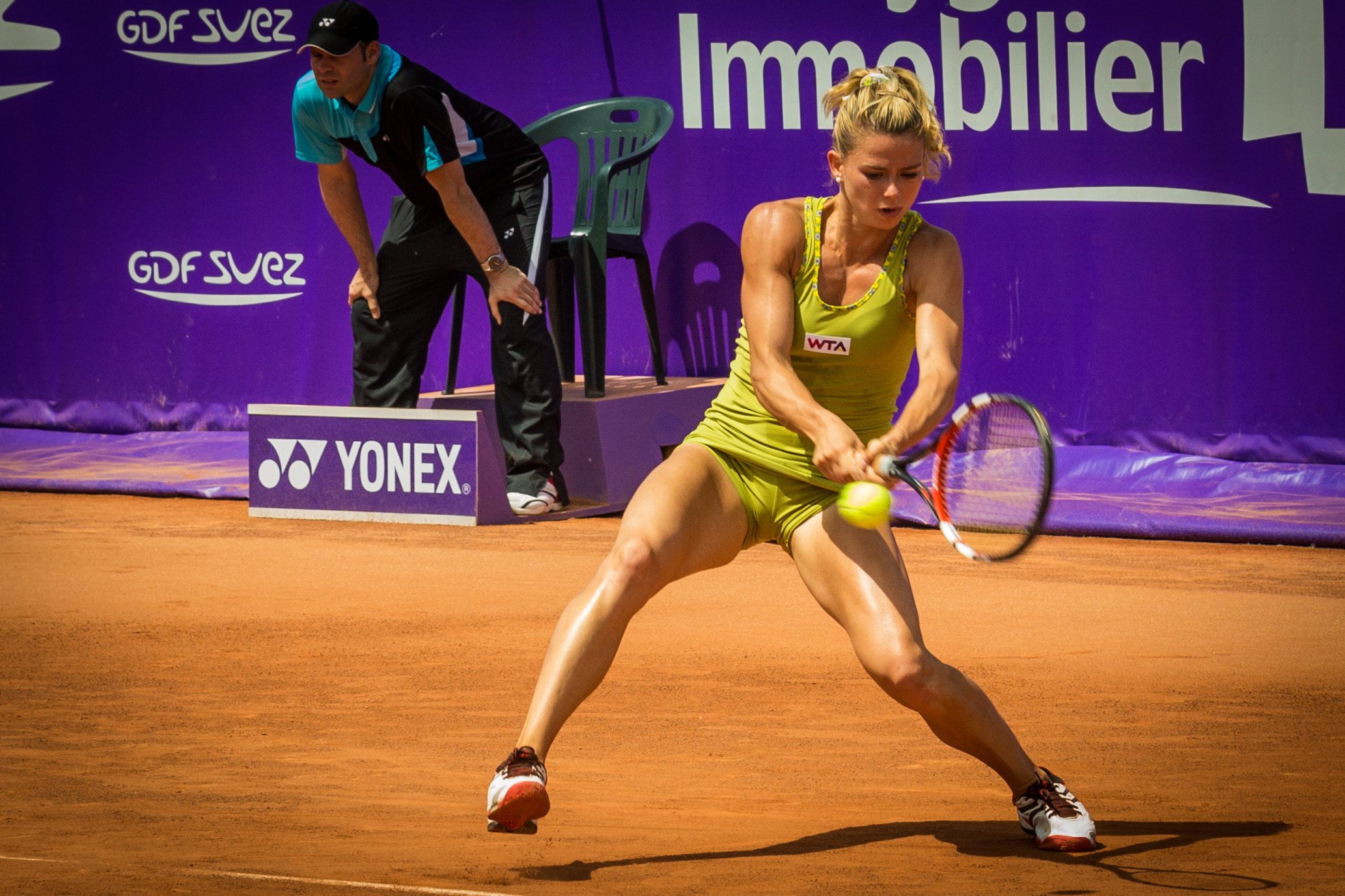
Camila Giorgiová
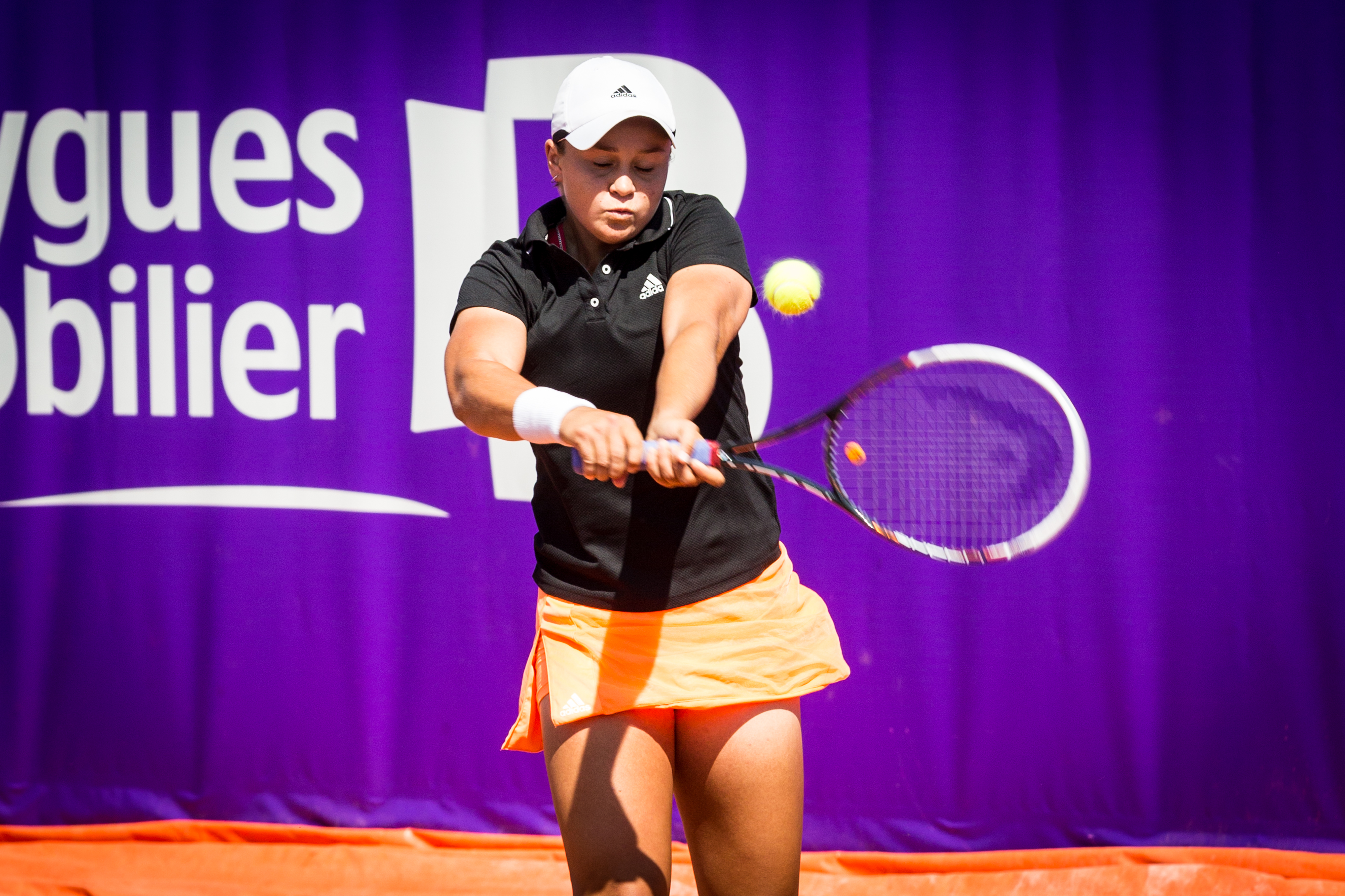
Ashleigh Bartyová